# 内山翔太 (サッカー選手)
内山 翔太 （うちやま しょうた、2006年11月9日 - ）は、新潟県新潟市中央区出身のプロサッカー選手。Jリーグ・アルビレックス新潟所属。ポジションはゴールキーパー。

## 来歴
アルビレックス新潟の下部組織出身。2023年と2024年はトップチームに2種登録された。
2025年、トップチームに加入した。

## 所属クラブ
- 女池パイレーツ／アルビレックス新潟サッカースクール
- 2019年 - 2021年 アルビレックス新潟U-15（新潟市立鳥屋野中学校）
- 2022年 - 2024年 アルビレックス新潟U-18（開志学園高等学校）
  - 2023年 - 2024年 アルビレックス新潟（2種登録）
- 2025年 - アルビレックス新潟

## 個人成績
| 国内大会個人成績 | 国内大会個人成績 | 国内大会個人成績 | 国内大会個人成績 | 国内大会個人成績 | 国内大会個人成績 | 国内大会個人成績 | 国内大会個人成績 | 国内大会個人成績 | 国内大会個人成績 | 国内大会個人成績 | 国内大会個人成績 |
| 年度             | クラブ           | 背番号           | リーグ           | リーグ戦         | リーグ戦         | リーグ杯         | リーグ杯         | オープン杯       | オープン杯       | 期間通算         | 期間通算         |
| 年度             | クラブ           | 背番号           | リーグ           | 出場             | 得点             | 出場             | 得点             | 出場             | 得点             | 出場             | 得点             |
| 日本             | 日本             | 日本             | 日本             | リーグ戦         | リーグ戦         | リーグ杯         | リーグ杯         | 天皇杯           | 天皇杯           | 期間通算         | 期間通算         |
| ---------------- | ---------------- | ---------------- | ---------------- | ---------------- | ---------------- | ---------------- | ---------------- | ---------------- | ---------------- | ---------------- | ---------------- |
| 2025             | 新潟             | 71               | J1               |                  |                  |                  |                  |                  |                  |                  |                  |
| 通算             | 日本             | 日本             | J1               |                  |                  |                  |                  |                  |                  |                  |                  |
| 総通算           |                  |                  |                  |                  |                  |                  |                  |                  |                  |                  |                  |

- 2023年、2024年は2種登録選手。2種登録選手としての公式戦出場無し。

## 代表歴
- U-15日本代表候補 (2021年）[4]
- U-18日本代表[4]
  - SBS杯（2024年8月)
  - スペイン遠征（2024年10月）